# Carl Arbo
Carl Oscar Eugen Arbo, född den 17 augusti 1837 nära Drammen, död den 20 maj 1906 i Bærum, var en norsk läkare och antropolog. Han var bror till konstnären Peter Nicolai Arbo.
Arbo blev medicine kandidat 1865, fortsatte 1866–1867 sina medicinska studier i Wien, Berlin och Paris och anställdes 1868 som militärläkare. Åren 1870–1873 tjänstgjorde han vid norska gardeskompaniet i Stockholm, blev 1884 brigadläkare i Kristianssand och tog avsked 1902 som major i arméns sjukvårdsväsende. Från 1872 gjorde Arbo den antropologiska undersökningen av det norska folket till sin huvuduppgift och framlade resultaten av sina undersökningar dels i halvt populära avhandlingar, dels i uppsatser i facktidskrifter i Norge, Frankrike och Tyskland, bland annat Bidrag til nordmændenes fysiske antropologi (1884 och 1892) samt Tjenestedygtighedsforholdene i de tre skandinaviske riger (i norsk Militær tidsskrift 1885). Hans viktigaste arbete var Den blonde brachycephal (1906). Han var den förste i Norden som ägnade jämförelser mellan kort- och långskalliga kranier sitt intresse.